# 병목
병목(영어: bottleneck) 현상은 전체 시스템의 성능이나 용량이 하나의 구성 요소로 인해 제한을 받는 현상을 말한다. "병목"이라는 용어는 물이 병 밖으로 빠져나갈 때 병의 몸통보다 병의 목부분의 내부 지름이 좁아서 물이 상대적으로 천천히 쏟아지는 것에 비유한 것이다.

## 프로젝트 관리
프로젝트 관리 분야에서 병목 현상은 일련의 과정 가운데 하나의 과정, 곧 제한된 용량은 전체의 용량을 줄게 만드는 현상이다. 이를 "병목점"(bottleneck point)으로 부르기도 한다. 이 용어는 비유적으로 병의 목부분에서 가져온 것으로 액체의 유속은 병목에 제한을 받는다는 데 기인한다.
프로젝트 관리에 관한 개념은 다음과 같다:
- 크리티컬 패스 분석법(Critical Path Method)
- 제약조건이론

## 공학
공학 분야에서의 병목 현상은 전체 시스템의 성능이나 용량이 하나의 구성 요소에 심각하게 제한받는 현상이다. 이를 프로젝트 관리에서 언급한 것과 같이 병목점으로 부르기도 한다.
병목은 한 시스템의 크리티컬 패스에 의존하며 가장 낮은 처리량을 제공한다. 병목은 일반적으로 시스템 설계자들이 피하는 편이다. 병목 현상은 프로세서, 통신 링크, 데이터 처리 소프트웨어 등에 해당할 수 있다.
일반적으로 시스템 설계자는 병목 현상을 방지하고자 하며, 설계 과정에서 병목 지점을 찾아내고 수정하는데 많은 노력을 기울인다. 컴퓨터 통신이라면 통신 링크가, 컴퓨터 시스템이라면 프로세서나 소프트웨어가 병목이 될 수 있다.

## 교통

오른쪽 도로의 "공사 중" 작업으로 모든 교통량이 한 도로로만 가게 함으로써 엄청난 교통 체증, 곧 병목 현상을 일으킨다.

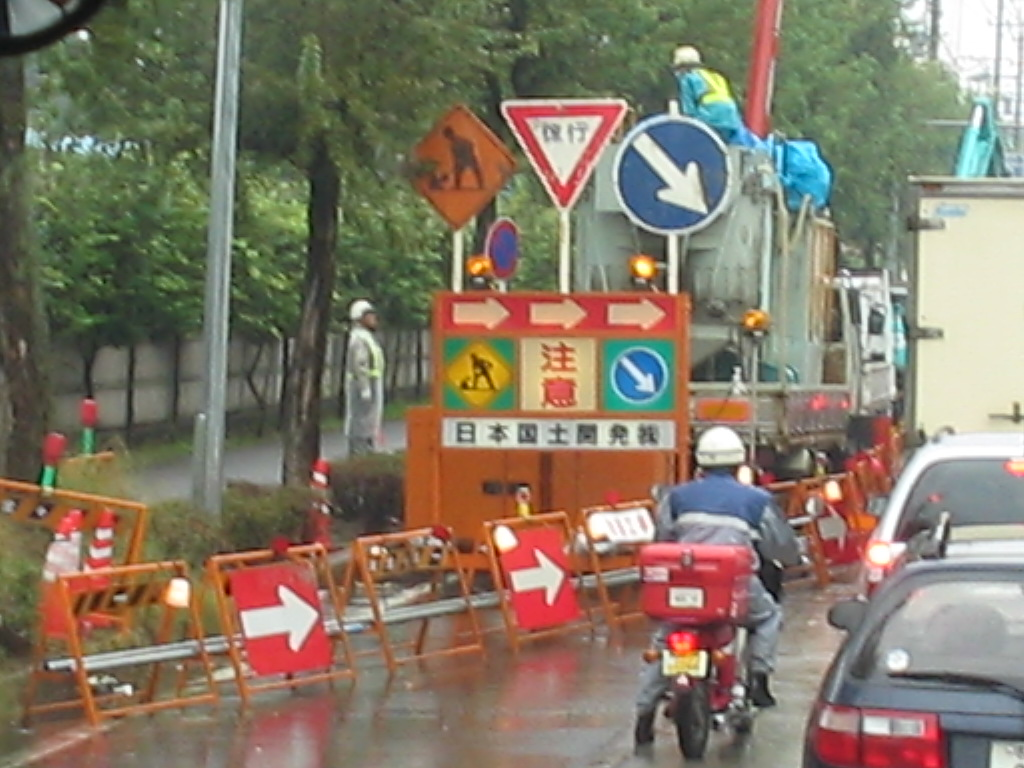
도로 공사로 인한 교통의 병목 현상

교통에서 병목 현상을 이야기하자면 좁은 도로를 말할 수 있다. 이를테면 한 번에 깔리는 도로 수가 적다든지 철도 선로를 줄일 때 병목 현상이 일어난다. 좁은 다리나 터널, 도로 공사 등으로 인해 일어날 수도 있다.

## 소프트웨어
컴퓨터 프로그래밍에서 부르는 소프트웨어 성능 분석은 병목 현상을 추적하는 일을 말한다. 성능 분석가가 전문 도구의 도움을 받아 이러한 현상을 줄이는 일을 한다. 전반적인 알고리즘 효율성을 개선하여 특별한 단락의 코드가 되도록 빨리 수행할 수 있게 만드는 것이 목적이다.

## 같이 보기
- 조임목
- 성능 분석
- 최적화 (정보 공학)